# 구포성심병원
구포성심병원은 부산광역시 북구 낙동대로 1786 에 위치한 종합병원이다.

## 연혁
- 1983년 5월 1일 부산광역시 북구 구포1동 146-3번지에 구포성심병원 개원
- 2006년 9월 신관 오픈